# Aspalathus ternata
Aspalathus ternata är en ärtväxtart som först beskrevs av Carl Peter Thunberg, och fick sitt nu gällande namn av George Claridge Druce. Aspalathus ternata ingår i släktet Aspalathus och familjen ärtväxter. Inga underarter finns listade i Catalogue of Life.